# Paulinho (ur. 1958)
Paulinho, właśc. Paulo Luiz Massariol (ur. 3 kwietnia 1958 w Piracicabie) – piłkarz brazylijski, występujący na pozycji napastnika.

## Kariera klubowa
Karierę piłkarską Paulinho rozpoczął w klubie XV de Piracicaba w 1976. W latach 1976–1980 występował w CR Vasco da Gama. W Vasco 23 października 1975 w wygranym 3-0 meczu z Brasília FC Barbosa zadebiutował w lidze brazylijskiej. Z Vasco da Gama zdobył mistrzostwo stanu Rio de Janeiro – Campeonato Carioca w 1977 oraz był królem strzelców ligi brazylijskiej w 1978. W latach 1980–1983 występował kolejno w Ponte Preta Campinas, SE Palmeiras, Grêmio Porto Alegre i Comercialu Ribeirão Preto.
W latach 1983–1984 był zawodnikiem Náutico Recife. W Náutico Paulinho rozegrał ostatni mecz w lidze 6 maja 1984 w przegranym 1-3 meczu z Grêmio. Ogółem w latach 1977–1984 w lidze brazylijskiej Paulinho rozegrał 106 spotkań, w których strzelił 36 bramek. Z Náutico zdobył mistrzostwo stanu Pernambuco – Campeonato Pernambucano w 1984. W późniejszych latach Paulinho występował m.in. w Santa Cruz Recife i XV de Piracicaba, kończąc karierę w 1989.

## Kariera reprezentacyjna
W reprezentacji Brazylii Paulinho jedyny raz wystąpił 5 lipca 1979 w zremisowanym 1-1 towarzyskim meczu ze stanem Bahia. Nigdy nie wystąpił w reprezentacji w oficjalnym meczu międzypaństwowym.